# جوسيلي دا سيلفا
جوسيلي دا سيلفا (بالبرتغالية: Jucilei‏) (6 أبريل 1988 البرازيل - ) هو لاعب كرة قدم برازيلي، يلعب كلاعب وسط.

## روابط خارجية
- جوسيلي دا سيلفا على موقع قاعدة بيانات كرة القدم.إي يو (الإنجليزية)
- جوسيلي دا سيلفا على موقع ليكيب (الفرنسية)
- جوسيلي دا سيلفا على موقع ناشيونال فوتبول تيمز (الإنجليزية)
- جوسيلي دا سيلفا على موقع Soccerway.com (الإنجليزية)
- جوسيلي دا سيلفا على موقع عالم كرة القدم.نت (الإنجليزية)
- جوسيلي دا سيلفا على موقع AS.com (الإسبانية)